# Луїс Артур Джонсон
Луїс Артур Джонсон (англ. Louis Arthur Johnson; 10 січня 1891 — 24 квітня 1966) — американський державний діяч, міністр оборони США, другий у кабінеті президента Гаррі Трумена з 28 березня 1949 року по 19 вересня 1950 року.

## Біографія
Народився в місті Роанок у штаті Віргінія. Закінчив Університет Віргінії. Займався юридичною практикою у фірмі Steptoe and Johnson у Кларксбурзі. 1916 року обраний до палати представників Західної Віргінії. Під час першої світової війни вступив до армії, учасник військових дій у Франції. Був одним із засновників Американського легіону — організації американських ветеранів воєн. З 1937 по 1940 був заступником військового міністра США. У 1940 році був відправлений президентом Рузвельтом у відставку разом із військовим міністром Гаррі Вудрінгом. Управляв американським майном німецького хімічного гіганта I. G. Farben. У 1942 році був особистим представником Рузвельта в Індії.
У 1948 році під час президентської кампанії Гаррі Трумена був головою фінансового комітету Демократичної партії, збирав гроші на вибори. Після перемоги Трумена на виборах призначений міністром оборони США, змінивши на цій посаді Джеймса Форрестола. Через тиждень після вступу Джонсона на посаду 11 країн підписали Північноатлантичний договір, який створив НАТО.
На посаді міністра оборони проводив політику різкого скорочення бюджетних видатків на оборону. Зброя і запаси, що залишилися після Другої світової війни, знищувалися або продавалися за кордон, щоб уникнути витрат на зберігання, військові кораблі різалися на брухт або ставилися на консервацію. Особливо сильно скоротили флот і корпус морської піхоти, оскільки Джонсон дотримувався думки, що створення ядерної зброї та стратегічної авіації зменшує потребу в надводних кораблях та десантних операціях. Припинили будівництво гігантського суперавіаносця USS United States. Це викликало так звану «революцію адміралів», коли керівництво флоту виступило проти перебільшеного розвитку військово-повітряних сил США за рахунок флоту. Критики зазнав, зокрема, новий гігантський бомбардувальник Convair B-36. Секретар флоту Джон Салліван подав у відставку на знак протесту проти припинення будівництва суперавіаносця.
Коли почалася Корейська війна, виявилося, що американські війська відчувають брак зброї та спорядження. У вересні 1950 року Джонсона відправили у відставку.
Після відставки Джонсон і далі займався юридичною практикою. Помер 1966 року.